# Слатинская и Романацкая епархия
Слатинская и Романацкая епархия (рум. Episcopia Slatinei și Romanaților) — епархия Румынской православной церкви на территории жудеца Олт. Входит в состав Олтенской митрополии.
Епархия была образована 15 ноября 2001 года путём выделения из Рымникской архиепископии.
5 марта 2008 года епископ Севастиан (Пашкану) стал первым правящим архиереем епархии, а 25 марта состоялась его интронизация. Включает в себя четыре протопопии: Слатина 1, Слатина 2 Север, Каракал, и Корабия.

## Епископы
- Герасим (Кристя) (15 ноября 2001 — 5 марта 2008)
- Севастиан (Пашкану) (c 5 марта 2008 года)